# Matsumoto Masanobu
Matsumoto Masanobu (松本備前守正元?   1464  - 1537) fue un guerrero japonés semilegendario y fundador de la escuela de esgrima Kashima Shin-ryū, así como miembro de la noble estirpe del antiguo clan Ki (Ki no Miyatsuko 紀伊国造).
La fecha de nacimiento de Matsumoto Masanobu (Bizen no Kami era un título cortesano) es incierta, pero se cree que fue alrededor de 1467. Su familia pertenecía a una de las cuatro familias, conocidas como Kashima Shiten'ō (literalmente los 4 Reyes Deva), cuyas responsabilidades hereditarias incluían el cuidado del Santuario Kashima en Kashima, Ibaraki. Las otras tres familias se llamaban Ogano, Gakuga y Yoshikawa. Matsumoto permaneció en el área de Kashima durante toda su vida, lo que podría explicar su falta de fama en comparación con la de sus estudiantes Tsukahara Bokuden y Kamiizumi Nobutsuna, quienes viajaron extensamente. Según una leyenda, Matsumoto recibió los secretos de la esgrima en un sueño del deidad tutelar del Santuario Kashima, Takemikazuchi-no-mikoto. Otra leyenda cuenta que aprendió sus técnicas de espada de Iizasa Ienao, fundador del Tenshin Shōden Katori Shintō-ryū. Posteriormente, fundó la escuela Kashima Shin-ryū ("Escuela Kashima Inspirada por lo Divino"). En este empeño, contó con la ayuda de Kunii Kagetsugu de Shirakawa, un estudiante de Nen-ryū que había viajado a Kashima en peregrinación y que había recibido su propia revelación de Takemikazuchi.
La contribución más significativa de Matsumoto a la lucha con espadas fue la técnica del "hitotsu no tachi" o "ichi no tachi" (一の太刀, "espada única"), que fue adoptada tanto por Bokuden como por Nobutsuna y se convirtió en un elemento importante de sus respectivas escuelas. Esta técnica consiste en moverse dentro del alcance de la espada del oponente y permitir que él ataque, pero realizar un contraataque tan pronto como se inicie el ataque. Requiere un tiempo extremadamente preciso.
Aunque nunca participó en duelos individuales conocidos, Matsumoto participó en más de veinte batallas. Durante su carrera militar, mató a más de 100 hombres. Una fuente (citada en Legados de la Espada: El Kashima-Shinryū y la Cultura Marcial Samurai) afirma que Matsumoto Masanobu, en tres batallas diferentes, obtuvo más de 70 cabezas. Se cree que murió en batalla alrededor de los 67 años, aunque las fuentes difieren en la fecha exacta y la forma de su muerte. Algunas fuentes indican que fue muerto en una lucha con lanzas en la Batalla de Tamakagahara en 1524, mientras que otras señalan que fue mortalmente herido por una flecha durante una batalla diferente en 1543. Los registros de la familia Matsumoto indican que murió en 1537.